# Kárpáti Igaz Szó
Kárpáti Igaz Szó ("Ware woord van de Karpaten") is een Hongaarstalige krant die sinds 1920 verschijnt in Oezjhorod, de hoofdstad van de regio Transkarpatië in Oekraïne. De krant richt zich op de Hongaarse minderheid in Oekraïne, die voor de oorlog circa 150.000 personen telde. 
De krant verschijnt eenmaal per week op donderdag. Eerder verscheen deze drie keer per week. De krant heeft een oplage van circa 9000 exemplaren en telt wekelijks 20 pagina's. De krant heeft een eigen website waarop sinds 2019 ook artikelen in de Oekraïense taal worden geplaatst.
De redactie is gevestigd in Oezjhorod. De directeur is György Dunda en de hoofdredacteur is Sándor Horváth. 

## Geschiedenis
De rechtsvoorganger Munkás Újság (Arbeiderskrant) werd in 1919 opgericht en het eerste nummer verscheen op 31 januari 1920. Het is daarmee de oudste nog bestaande krant in de regio Transkarpatië.
De huidige naam ontstond in 1946, kort na de Tweede Wereldoorlog. Vanaf dat moment was het dagblad de Hongaarse versie van de Oekraïense krant Zakarpatska Pravda ("De Waarheid van Transkarpatië"). In 1967 werd de krant weer een afzonderlijke eigen publicatie. Na de omwentelingen en het einde van de Sovjet-Unie is de krant sinds 1991 onafhankelijk van de overheid.